# Garrulax lunulatus
Garrulax lunulatus е вид птица от семейство Leiothrichidae.

## Разпространение
Видът е разпространен в Китай.